# الکس فوربس
الکس فوربس (انگلیسی: Alex Forbes; ۲۱ ژانویهٔ ۱۹۲۵ – ۲۸ ژوئیهٔ ۲۰۱۴) بازیکن فوتبال اهل اسکاتلند بود.

## باشگاهی
از باشگاه‌هایی که در آن بازی کرده‌است می‌توان به باشگاه فوتبال لیتون اورینت، باشگاه فوتبال شفیلد یونایتد، باشگاه فوتبال فولام، باشگاه فوتبال آرسنال اشاره کرد.

## تیم ملی
وی همچنین در تیم ملی فوتبال اسکاتلند بازی کرده‌است.